# Iglesia conventual de Santa Isabel (Alba de Tormes)

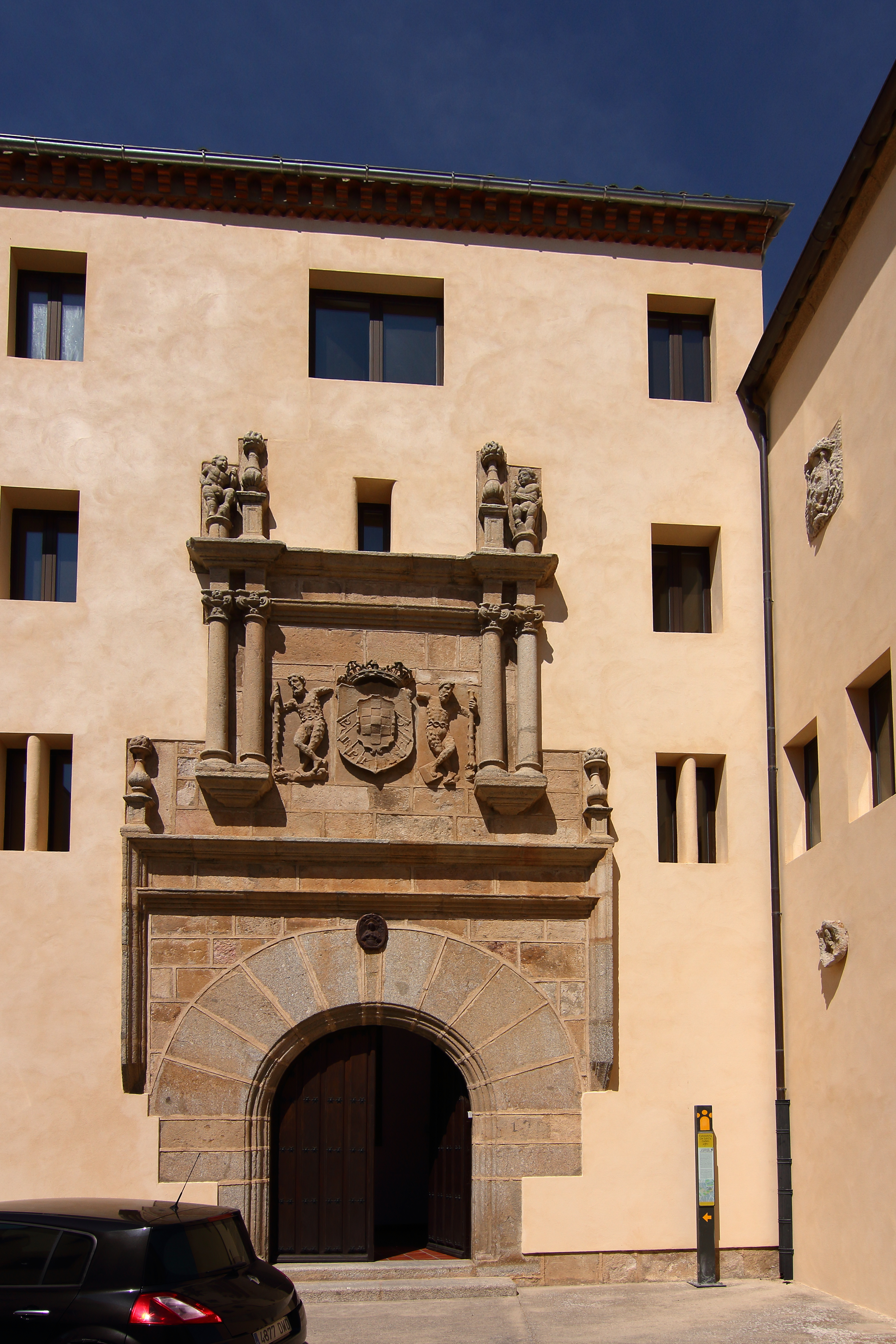
Convento

La fundación del convento de Santa Isabel de la venerable Orden Tercera de San Francisco en Alba de Tormes (Salamanca, España), data de finales del siglo XV. 

## Descripción
La iglesia conventual es una construcción de la primera mitad del siglo XVI, de una sola nave, cubierta con artesonado de madera y presbiterio cubierto con bóveda de crucería de pronunciados nervios ojivales. 
La portada, de sencilla factura, que se abre a la calle Santa Isabel, está formada por un cuerpo saliente, flanqueado por dos hileras de ladrillo a modo de columnas. 
De gran interés es la pequeña capilla de piedra, de estilo plateresco, conocida como la capilla de Gaitán. La fachada de ingreso consta de arco de medio punto, rodeado por una faja con cabezas de querubines, flanqueada por dos esbeltas columnas talladas. 
En las enjutas del arco se ven dos medallones circulares con cabezas de escaso relieve. Remata el conjunto el escudo del fundador, cubierto por ancha moldura quebrada. 
Su interior, cubierto con bóveda de medio punto, decorada con rosetones salientes a modo de artesonado, cobija interesantes sepulcros. 
De frente, enmarcada por dos columnas estriadas, un magnífico relieve de la Virgen con el Niño, coronada por dos ángeles y dos figuras de rodillas, representando a los fundadores. Por encima, en el semicírculo de la bóveda, representación del Padre Eterno. 
A izquierda y derecha se sitúan sendos sepulcros, cobijados por arco de medio punto, decorados, al igual que el arco de entrada a la capilla, con una faja de querubines en bajorrelieve y rosetones en relieve en su intradós. 
Constan de zócalo, lápida y losa de cubierta en plano inclinado, todo ello ricamente decorado, con notables relieves en el semicírculo del arco, representando la Virgen y el Niño, con Santa Isabel, en el sepulcro de la izquierda, y distintas escenas de la vida de Santa Catalina, en el de la derecha. 